# 得點圈打擊率
得點圈打擊率為近期興起的一種打擊指標，指打者在跑者進佔得點圈時，打者擊出安打的機率，由於先發九棒中的三、四、五、六棒通常在上場時，壘上經常是有跑者的狀態，因此得點圈打擊率有時可視為這中心打者的打點能力指標。但此一指標也適用於代打，由於有時教練團因為得分上的需求考量，可能會在比賽後半段派出代打者代替得點圈打擊能力較差的先發球員上場打擊，故得點圈打擊率也可以是代打者打點能力優劣的指標。

## 公式
跑者位於得點圈時安打數 / 跑者位於得點圈時打數 = 得點圈打擊率

## 意義
此打擊率指標為近期常用以評斷中心打者或代打者好壞的依據，因此可作為在安排 中心棒次或派任球員代打時參考。由於中心棒次或代打者上場時，經常是壘上有人，尤其是攻佔得點圈時，故得點圈打擊率可作為先發打者棒次安排或代打球員派任時的參考依據。

## 盲點
由於得點圈打擊率只是跑者攻佔得點圈時，打者在該情境打數下擊出安打之可能性，但打點圈打擊率高之球員，不見得在壘上無人時亦能如得點圈有人時亦有如此表現，因而在安排中心棒次打者時，由於時常會有無人在壘時之打席機會，打擊率也得要納入參考才能準確安排棒次。代打型球員由於是任務型角色，故沒有此盲點限制。